# Vereniging tot Behoud van Spoormaterieel Haarlem

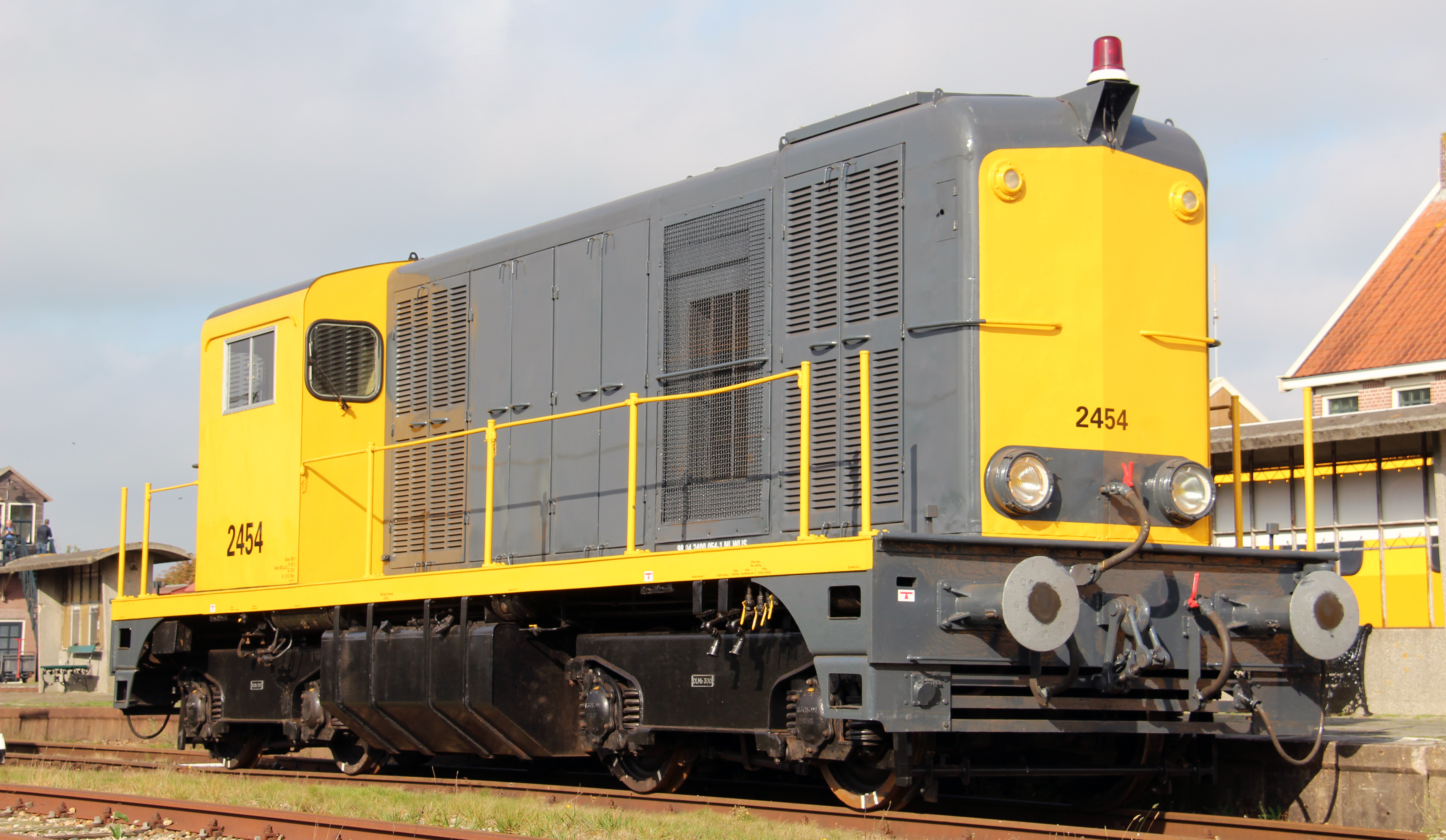
Loc NS 2454 maakte deel uit van de BSH.

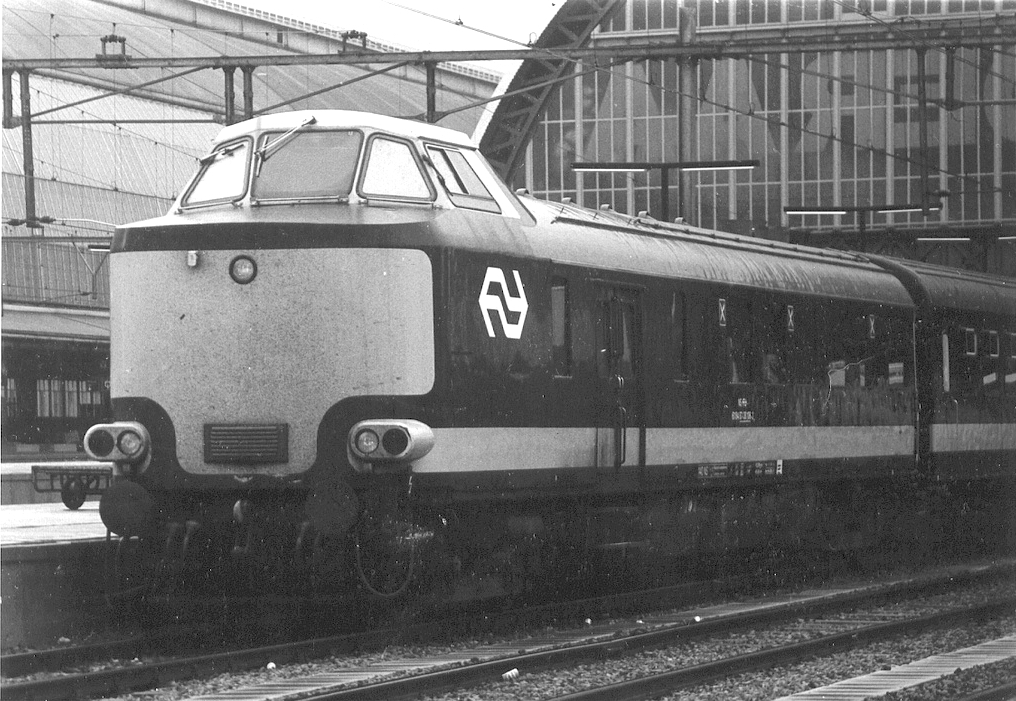
Een Plan D-stuurstandrijtuig voor de Beneluxtrein zoals dat tussen 1974 en 1987 dienst deed.

De Vereniging tot Behoud van Spoormaterieel Haarlem (BSH) te Haarlem werd opgericht in 2012 en beheerde sindsdien materieel afkomstig van de Stichting Werkgroep IJmuider Spoorlijn (WIJS) die was opgericht op 16 juli 2005 met het doel het baanvak Santpoort-Noord – IJmuiden te reactiveren. Dit zou worden uitgevoerd door de Haarlem IJmuidense Spoorweg Maatschappij (HIJSM).
Na vernieling van haar materieel in februari 2009 heeft HIJSM haar activiteiten gestaakt. Drie treinstellen Plan U zijn vervolgens naar elders vertrokken. Een treinstel Plan X is bij de Stichting WIJS in Haarlem gebleven en het plan was om het weer rijvaardig te maken.
Treinstel 180 (bouwjaar 1953), dat tot 2001 dienstdeed op de lijn Almelo – Mariënberg, werd na buitendienststelling eigendom van de HIJSM. Het treinstel is in 2010 overgaan naar de Stichting WIJS en viel sinds 2012 onder de Vereniging tot Behoud van Spoormaterieel Haarlem (BSH). Bij het herstel van de opgelopen schade uit 2009 werd het treinstel tevens rood geschilderd, zoals in de jaren zestig.
Voorts waren nog aanwezig locomotor NS 232 en bagagewagen NS DIV 6072 (Stalen D).
Op 26 mei 2016 kwam de in particulier eigendom zijnde loc NS 2454 uit Raeren in België per vrachtwagen naar de BSH, is in Haarlem samen met het team van '2454 CREW' in 2017 rijvaardig gemaakt en weer in de oude geel/grijze kleurencombinatie geschilderd.
Op 23 mei 2018 werd het van de VSM overgenomen Plan D-stuurstandrijtuig voor de Beneluxtrein WRD 87 107 (ex-RD 7658) overgebracht van Beekbergen naar Haarlem. Het is eveneens particulier eigendom.
In januari 2020 berichtte de BSH dat de vereniging per 1 februari 2020 werd opgeheven. ProRail en NS hebben te kennen gegeven dat het loodsje in de 'driehoek' te Haarlem niet langer gebruikt kan worden.
De nieuwe Stichting 2454 CREW (vanaf november 2019) heeft het volgende materieel overgenomen: loc 2454, locomotor 232, treinstel 151 (Plan U), het rijtuig WRD 87 107, bagagewagen 6072 (Stalen D) en enkele goederenwagens. 
Het treinstel 180 werd in juli 2020 over de weg naar Hengelo overgebracht om daar opgeknapt te worden om in Twekkelo dienst te doen als wacht- en schuilgelegenheid bij een spoorfietsenbedrijf.